# Vanguard 2
Vanguard 2 (właściwie: Vanguard 2E) – drugi z amerykańskich sztucznych satelitów Ziemi, wprowadzonych na orbitę w ramach programu Vanguard. Prowadził pierwsze na świecie obserwacje pokrywy chmur kuli ziemskiej. Zbudowany został przez Martin Co. i Naval Research Laboratory. Vanguard 2 pozostaje na orbicie Ziemi. Jego żywotność szacuje się na 300 lat.

## Oznaczenia
Vanguarda 2 udało się wynieść dopiero za piątym razem, stąd jego oznaczenie E. Cztery poprzednie statki, Vanguard 2A, Vanguard 2B, Vanguard 2C i Vanguard 2D uległy zniszczeniu podczas nieudanych startów rakiety nośnej Vanguard.

## Budowa i działanie
Wykonany z aluminium pokrytego tlenkiem krzemu. Wewnątrz pokryty złotem, co zapewniało odpowiednią temperaturę dla urządzeń satelity. Z kulistego korpusu wystawały cztery krótkie anteny. Korzystały z nich dwa nadajniki radiowe. Satelita był stabilizowany obrotowo (50 obr./min). Odbiornik radiokomend używany był do sterowania rejestratorem taśmowym przekazującym dane poprzez układ telemetrii. Zasilanie zapewniały baterie rtęciowe.

## Opis misji
Vanguarda 2 użyto do prób wyznaczenia gęstości atmosfery za pomocą oporu. Było to możliwe dzięki prostemu, symetrycznemu kształtowi statku. Eksperymentatorzy chcieli wyznaczyć gęstość atmosfery w funkcji wysokości, szerokości geograficznej, pór roku i aktywności Słońca. Badania te zaplanowano dopiero po starcie. Rozsądne wartości gęstości zostały otrzymane z sekwencyjnych obserwacji pozycji satelity. Dokonywano tego poprzez naziemną sieć kamer Bakera-Nunna oraz radiowych i radarowych technik śledzenia. 
Fotokomórki satelity zbierały informacje o pokrywie chmur leżących między równikiem a 35° - 45° szerokości geograficznej północnej. Fotokomórki znajdujące się w ogniskach teleskopów były zwrócone w przeciwnych kierunkach. Mierzono albedo Ziemi, czyli intensywność promieniowania słonecznego odbitego od chmur (ok. 80%), lądów (15-20%), mórz i oceanów (5%). Ruch satelity powodował, że fotokomórki skanowały Ziemię w formie kolejnych linii obrazu. Rejestrator włączał się, gdy tylko satelita wszedł w obszar oświetlony Słońcem. Dane zbierano w czasie ok. 50 minut z każdej orbity (o okresie ok. 127 min). Dane rejestrowano na taśmie magnetycznej, której odczyt wyzwalano z Ziemi poprzez radiokomendy. Odtworzenie taśmy i przesłanie danych zabierało 60 sekund. Po tym, taśmę mazano i używano do kolejnego zapisu.
Misja Vanguarda 2 nie była do końca udana. Napływające dane uznano za niesatysfakcjonujące, ponieważ statek otrzymał nieprawidłową oś obrotu. Poza tym nadajniki satelity zamilkły już po 19 dniach, prawdopodobnie wskutek wyczerpania się baterii.

## Ładunek
- Nadajnik radiowy 108 MHz; 10 mW; sygnał śledzenia
- Nadajnik radiowy 108,3 MHz; 1 W; do komunikacji
- Dwa teleskopy z dwoma fotokomórkami do obserwacji pokrywy chmur